# Vladislav I Herman
Vladislav I Herman (n. 1043, Polonia – d. 4 iunie 1102, Płock, Regatul Poloniei⁠(d)) a fost Duce al Poloniei din 1079 până la sfârșitul vieții.

## Biografie
Vladislav a fost al doilea copil al lui Cazimir Restauratorul și al soției sale, Maria Dobroniega, fiica Marelui Duce de Kiev, Vladimir cel Mare.
Fiind cel de-al doilea fiu, Vladislav nu urma să devină conducător al Poloniei. Cu toate acestea, deoarece fratele său, Boleslav al II-lea, a fugit din Polonia în 1079, Vladislav a fost ridicat la rangul de Duce al Poloniei. Există opinii diferite care oscilează între varianta că Vladislav a jucat un rol activ într-un complot pentru destituirea fratelui său și varianta în care fratele său i-a predat autoritatea doar pentru că era el persoana potrivită rolului de conducător.
În 1080, pentru îmbunătățirea relațiilor dintre Polonia și Boemia, Vladislav s-a căsătorit cu Iudita, fiica ducelui Vladislav al II-lea. După aceea, politica dusă de Vladislav s-a îndreptat spre împăcarea cu Sfântul Imperiu Roman.
El a recunoscut suzeranitatea imperiului și în 1085 Henric al IV-lea a anunțat la Mainz că socrul său, Vladislau al II-lea, va fi proclamat Rege al Poloniei și Boemiei, Vladislav nu a obiectat. El nu a urmărit niciodată coroana regală din cauza statutului său servil. Curând după aceea, el a fost forțat de nobilii din Polonia să-l recheme din Ungaria pe nepotul său și moștenitorul de drept al tronului polonez, Mieszko Bolesławowic, aflat în exil. Tânărul prinț a acceptat suzeranitatea unchiului său și a renunțat la drepturile sale ereditare, pentru a deveni primul în linia de succesiune. Vladislav a fost forțat să accepte condițiile impuse de nepotul său deoarece singurul său fiu în acel moment, Zbigniew, era un fiu nelegitim, născut dintr-o uniune nerecunoscută de biserică. Relațiile sale cu împăratul Henric al IV-lea s-au îmbunătățit considerabil după ce s-a căsătorit în 1089, cu sora acestuia, Iudita, regina vaduvă a Ungariei. La încheierea căsătoriei ea a luat numele de „Iudita de Suabia” pentru de a fi distinsă de prima soție a lui Vladislav I Herman, Iudita de Boemia.
Vladislav a abandonat alianța cu Ungaria favorizată de fratele său detronat și s-a alăturat campaniei antipapale. În plus, Cracovia și Cieszyn au fost cedate Boemiei, regiunea Lubusz a fost pierdută în favoarea imperiului, în timp ce regiunea Przemyśl a fost pierdută la Halych-Rutenia. Vladislav a făcut încercări de a recâștiga controlul în Pomerania unde, prin numeroase expediții militare, a reușit să preia temporar controlul (1090 – 1091).
Deși Vladislav era conducător doar formal al Poloniei, în realitate nobilii care îl expulzaseră pe fratele său au folosit această victorie pentru a-și consolida pozițiile. În scurt timp, ducele a fost nevoit să renunțe la guvernare în favoarea Contelui Palatin, un nobil pe nume Sieciech. 
Nașterea viitorului Boleslav al III-lea a schimbat complet situația politică din Polonia. Mieszko Boleslawowic avea deja 17 ani la acea vreme și prin acordul încheiat după întoarcerea sa, devenise primul în linia de succesiune. În 1089 Mieszko a murit în circumstanțe misterioase, probabil otrăvit de Sieciech și de ducesa Iudita-Sofia. Zbigniew a fost trimis în imperiu la Mănăstirea Quedlinburg. Cu intenția de a-l forța pe primul născut să depună jurământul sfânt, Vladislav intenționa să-l priveze de orice șansă de succesiune.
În 1090, cu ajutorul forțelor poloneze sub comanda sa, Sieciech a reușit să câștige controlul asupra Pomeraniei pentru o perioadă scurtă de timp. Orașele mari cruțate de distrugere au fost garnizoanele trupelor poloneze, restul fiind arse în scopul de a contracara orice rezistență pe viitor. Câteva luni mai târziu, o rebeliune a nobililor locali a dus la restabilirea independenței regiunii din Polonia.
Guvernarea tiranică a lui Sieciech s-a reflectat negativ asupra lui Vladislav, provocând o migrație politică masivă în Polonia. În 1093 Silezia s-a răzvrătit, iar Magnus, cu susținerea Boemiei și a cavalerilor polonezi, l-au primit bucuroși pe Zbigniew care fugise din imperiu. Curând Sieciech l-a capturat pe prinț și l-a închis. Nemulțumirea tot mai mare din țară a forțat eliberarea lui  Zbigniew în 1097. Imediat dupa aceea, Vladislav (dupa o expediție fără succes împotriva Sileziei și forțat să-l recunoască pe Zbigniew ca moștenitor legitim) i-a numit pe fii săi comandanți ai armatei formate pentru recucerirea Pomeraniei.
În același timp, începuse marea migrație a evreilor din Europa de Vest în Polonia. Vladislav, fiind un domnitor tolerant, a atras evreii în teritoriile sale permițându-le să se stabilească în întreaga țară, fără restricții.
Curand, Zbigniew și Boleslav au decis să-și unească forțele și să ceară domeniile ce li se cuveneau prin moștenire. Vladislav a fost de acord să împartă posesiunile între frați, fiecare primind propria provincie, în timp ce el păstra controlul asupra Masoviei și a capitalei sale, Płock.De asemenea, Vladislav a păstrat Cracovia și Sandomierz. Zbigniew a primit Polonia Mare, inclusiv Gniezno, Kuyavia, Łęczyca și Sieradz. Boleslav a primit Polonia Mică, Silezia și Lubusz.
Cu toate acestea, alarmat de diminuarea evidentă a puterii sale, Sieciech a început intrigile între frați. Vladislav a decis să-l sprijine împotriva propriilor săi fii. Învins în 1101, ducele i-a confiscat posesiunile lui Sieciech și l-a exilat. Vladislav a murit pe 4 iunie 1102 fără a rezolva problema succesiunii, lăsându-i pe fii săi să se lupte pentru supremație. Trupul său a fost îngropat în Catedrala din Płock.

## Căsătorie și descendenți
Înainte ca Vladislav să preia titlul de Duce al Poloniei, probabil în anul 1070, el a avut o relație cu Przecława, ale cărei origini sunt necunoscute deși unele surse spun că ar fi aparținut familiei Prawdzic. Statutul său este, de asemenea, disputat de istorici: unii cred că ea a fost amanta lui Vladislav, iar alții afirmă că a fost soția lui, dar această uniune a fost încheiată conform unui ritual păgân și, în consecință, nu a fost recunoscută de bicerică ca fiind valabilă. În 1080, la un an după urcarea lui Vladislav pe tronul Poloniei, Przecława fie a murit, fie a fost trimisă departe. Din aceasta uniune a rezultat un fiu, Zbigniew (1070/1073 – 1112/1114), considerat nelegitim.
În 1080 Vladislav s-a căsătorit cu prima soție, Iudita, fiica ducelui Vratislau al II-lea al Boemiei. Cei doi au avut un fiu, Boleslav al III-lea (20 august 1086 – 28 octombrie 1138).
În 1089 Vladislav s-a căsătorit pentru a doua oară cu Iudita, fiica lui Henric al III-lea al Sfântului Imperiu Roman. Cei doi au avut împreună patru fiice:
- Sofia (1089 – 12 mai 1112), căsătorită în 1108 cu  Iaroslav Sviatopolkovich, prinț de Volyn;
- Agnes (1090 – 29 decembrie 1127), stareță în Mănăstirile Quedlinburg (1110) și Gandersheim (1111);
- Adelaida (1091 – 25/26 martie 1127), căsătorită în 1118 cu Dietrich al III-lea, conte de Vohburg și margraf al Mărcii de Nord;
- o fiică cu nume necunoscut (1092 – 1111).

## Biografie
- Antoni Czubinski, Jerzy Topolski – "History of Poland" Ossolineum, Warsaw (1988)
- Lech Bielski, Mariusz Traba – "Poczet Krolow i Książat Polskich" Park, Bielsko-Biała (2005)
- Przemysław Wiszewski, "Władysław Herman and his Epoch" Wydawnictwo Dolnośląskie, Wrocław (2002)
- Gallus Anonymus – "Cronicae et gesta ducum sive principum Polonorum" (c.1115)
- K. Jasiński, Rodowód pierwszych Piastów, Wrocław – Warszaw (1992).
- Krystyna Przecława Prawdzic